# چیو له
چیو له (انگلیسی: Qiu Le؛ زادهٔ ۲۶ فوریه ۱۹۸۳) وزنه‌بردار اهل چین بود.
وی در مسابقات کشوری و بین‌المللی در مجموع برندهٔ ۲ مدال طلا شده‌است.